# David Harbater
David Harbater (né le 19 décembre 1952 à New York) est un mathématicien américain spécialisé en théorie de Galois, en géométrie arithmétique et en géométrie algébrique.

## Formation et carrière
Harbater a fréquenté la Stuyvesant High School à New York, où il a suivi des cours d'été dans des universités américaines. À partir de 1970, il étudie à l'université Harvard. L'un de ses camarades était Richard Stallman. Il a obtenu son baccalauréat summa cum laude de Harvard en 1974 et sa maîtrise de l'université Brandeis en 1975. En 1978, il obtient son doctorat au Massachusetts Institute of Technology (MIT) avec Michael Artin, avec une thèse intitulée « Deformation Theory and the Fundamental Group in Algebraic Geometry ». Il est professeur à l'université de Pennsylvanie.

## Travaux
Il traite de la théorie de Galois en géométrie algébrique, géométrie arithmétique-algébrique et théorie de Galois inverse. Il a notamment résolu le problème de Galois inverse sur {\displaystyle \mathbb {Q} _{p}(t)}.
Il a résolu avec Michel Raynaud la conjecture d'Abhyankar (en).
Les travaux récents de Harbater sur le patching sur les champs, avec Julia Hartmann et Daniel Krashen, ont des applications dans des domaines aussi variés que les formes quadratiques, les algèbres simples centrales (en) et les principes locaux-globaux.

## Prix et distinctions
En 1978, David Harbater est lauréat de l'AMS Centennial Fellowship.
Il a été chercheur Sloan de 1984 à 1987. En 1995, il reçoit le prix Frank-Nelson-Cole d'algèbre pour sa solution de la conjecture d'Abhyankar.
Il a été conférencier invité au Congrès international des mathématiciens (ICM) en 1994 à Zurich, avec une conférence intitulée « Fundamental Groups of Curves in Characteristic {\displaystyle p} ». Il est membre de l'American Mathematical Society.

## Publications
- Harbater, David et Schneps, Leila, « Fundamental groups of moduli and the Grothendieck–Teichmüller group », Transactions of the American Mathematical Society, vol. 352, no 07,‎ 2000, p. 3117–3149 (ISSN 0002-9947, DOI 10.1090/S0002-9947-00-02347-3, lire en ligne, consulté le 31 décembre 2013)